# فابارا
فابارا (به اسپانیایی: Fabara) یک دهستان در اسپانیا است که در Bajo Aragón-Caspe/Baix Aragó-Casp واقع شده‌است. فابارا ۱۰۱ کیلومتر مربع مساحت و ۱٬۱۹۵ نفر جمعیت دارد.